# Dinumma bipunctata
Dinumma bipunctata är en fjärilsart som beskrevs av Victor Ivanovitsch Motschulsky 1860. Dinumma bipunctata ingår i släktet Dinumma och familjen nattflyn. Inga underarter finns listade i Catalogue of Life.